# Новоаврамовский сельский совет (Хорольский район)
Новоаврамовский сельский совет (укр. Новоаврамівська сільська рада) — входит в состав
Хорольского района
Полтавской области
Украины.
Административный центр сельского совета находится в 
с. Новоаврамовка.

## Населённые пункты совета
- с. Новоаврамовка
- с. Малая Поповка
- с. Поповка